# Proctarrelabis monticellii
Proctarrelabis monticellii là một loài côn trùng trong họ Ascalaphidae thuộc bộ Neuroptera. Loài này được Navás miêu tả năm 1914.